# Vol Delta Air Lines 723
Le 31 juillet 1973, à 11 h 8, un Douglas DC-9 effectuant le vol Delta Air Lines 723, un vol intérieur régulier entre Burlington, dans le Vermont, et Boston, dans le Massachusetts, avec une escale intermédiaire à Manchester, dans le New Hampshire, a percuté une digue et s'est écrasé, alors qu'il effectuait une approche ILS vers l'aéroport international Logan de Boston, tuant sur le coup 87 des 89 occupants de l'avion ; deux personnes ont d'abord survécu, mais sont décédées plus tard des suites de leurs blessures.

## Avion et équipage
L'appareil impliqué est un Douglas DC-9-31, immatriculé N975NE, il a été fabriqué en septembre 1967 et totalise 14 639 heures de vol au moment de l'accident. Cet avion de ligne court/moyen-courrier fait partie des nombreux appareils que Delta Air Lines a acquis lors de la fusion en 1972 avec Northeast Airlines (en), à qui l'avion a été initialement livré. 
L'équipage du vol 723 se compose du commandant de bord John Streil (49 ans) et du copilote Sidney Burrill (31 ans). 
Le commandant Streil est un pilote très expérimenté, ayant cumulé environ 14 800 heures de vol tout au long de sa carrière de pilote. Il avait 17 ans d'expérience en tant que commandant de bord et était pilote sur DC-9 depuis 1970, totalisant 1 457 heures sur ce type d'appareil. Le copilote Burrill était également un pilote expérimenté, avec un peu moins de 7 000 heures de vol à son actif, dont plus de 200 heures sur DC-9. 
Un troisième pilote, Joseph Burrell (52 ans), se trouvait également à bord, occupant le strapontin du cockpit; il était en formation et n'était pas encore qualifié sur le DC-9.

## Accident
Le vol 723, volant alors à une altitude de 3 000 pieds (910 m), a été guidé par le contrôle d'approche de Boston pour intercepter la trajectoire d'approche finale vers la piste 4R, en suivant le signal du système d'atterrissage aux instruments (ILS), à un angle de 45°, à environ 4 km à l'extérieur de la radioborne extérieure (OM).
Les conditions météorologiques au moment de l'approche étaient mauvaises, avec du brouillard et une obscurité partielle, avec un plafond à 400 pieds (120 m), une visibilité d'environ 800 m et de légère rafales de vent. La portée visuelle de piste (RVR) était également de 1 400 à 6 000 pieds (430 à 1 830 m).
Comme il a été révélé plus tard, le contrôleur était occupé à gérer un conflit potentiel de collision entre deux autres avions et a donc négligé l'autorisation du vol 723 pour effectuer l'approche. L'équipage a dû demander au contrôleur l'autorisation d'approche, qui lui a été immédiatement accordée, mais à ce moment-là, ils étaient trop hauts et trop rapides et presque au-dessus de la radioborne extérieure. 

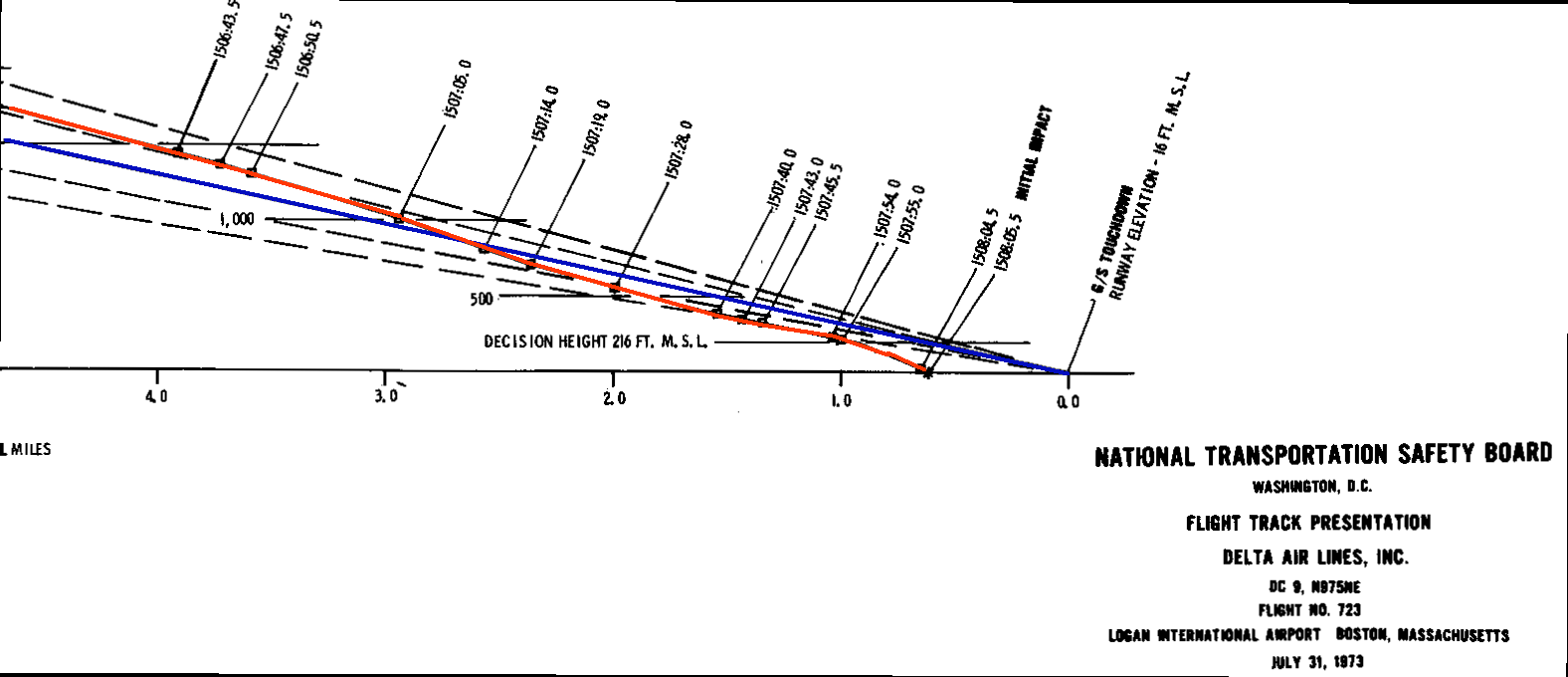
Schéma représentant la trajectoire de descente effectuée par le vol 723.

L'équipage n'a ensuite pas réussi à stabiliser le taux de descente et la vitesse de l'avion, qui est descendu en dessous de la pente de descente et a dérivé à gauche de la trajectoire du localizer (LOC), heurtant à grande vitesse une digue située à environ 50 m à droite de l'axe de la piste 4R, à environ 910 m du seuil de la piste. 
L'avion a été complètement détruit lors du crash, tuant 87 de ses 89 occupants. L'un des deux survivants est décédé deux heures plus tard, tandis que l'autre survivant, Leopold Chouinard (20 ans), alors sergent dans l'U.S. Air Force, succombe à ses blessures cinq mois après l'accident.

## Enquête

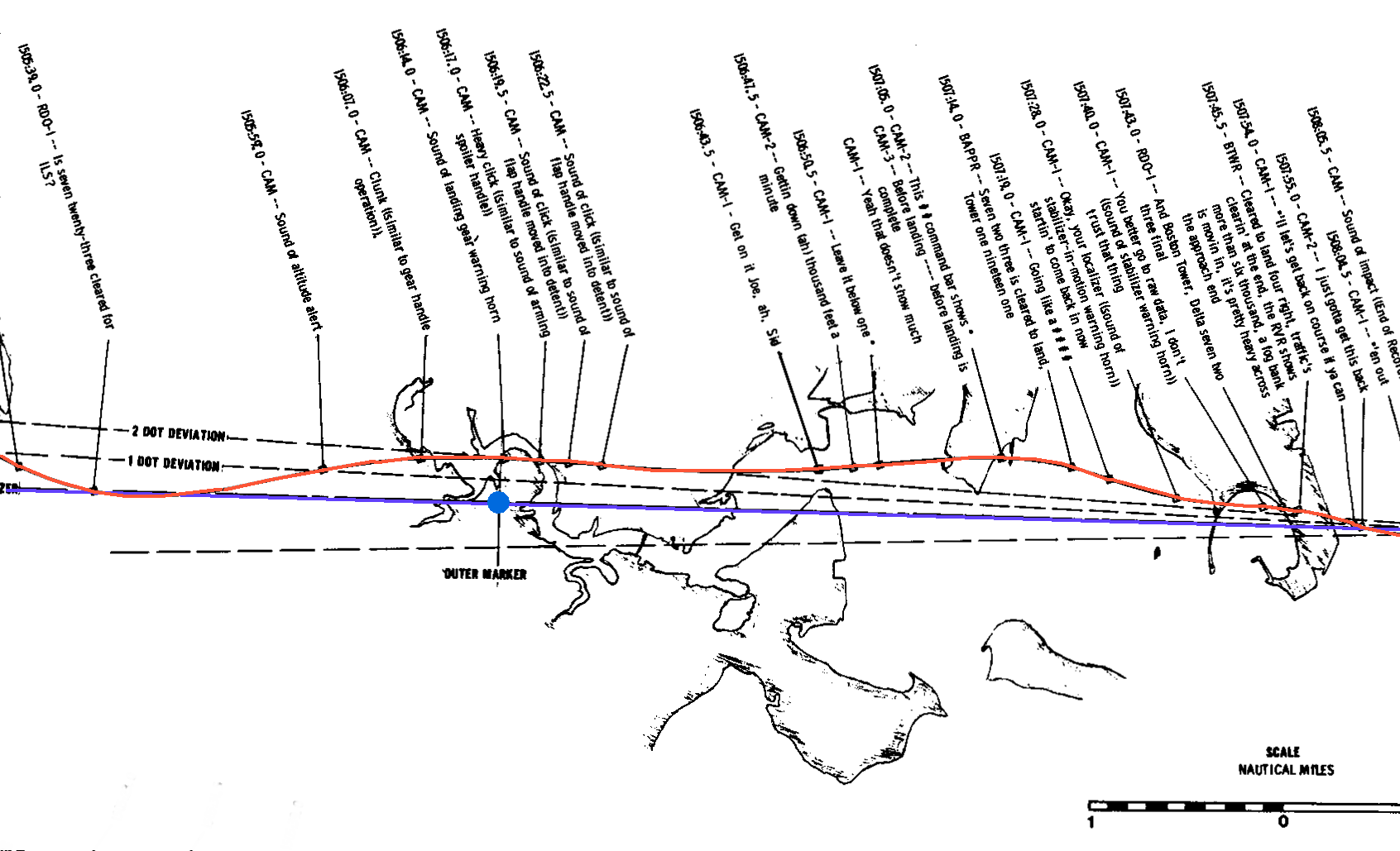
Schéma représentant la trajectoire réelle parcourue par l'avion (en rouge) par rapport à la trajectoire d'alignement de piste (bleu); la direction du vol s'effectuant de gauche à droite.

Les enquêteurs du Conseil national de la sécurité des transports (NTSB) ont conclu que, sur la base des données de vol récupérées des enregistreurs de vol, l'équipage a très probablement mal utilisé le directeur de vol, le basculant par inadvertance en mode « remise de gaz » lors de l'approche finale, au lieu du mode approprié pour d'approche. 
Cela a causé de la confusion et une pression supplémentaire sur les pilotes, et a contribué à l'exécution d'une approche non stabilisée et à l'écart par rapport à la trajectoire de descente prévue pour l'atterrissage. Selon l'enregistreur phonique (CVR), aucune annonce d'altitude n'a été effectuée par l'équipage lors de l'approche finale, car l'avion était déjà descendu sous la pente de descente et la hauteur de décision, jusqu'à ce qu'il heurte la digue et s'écrase.
Le rapport final du NTSB a conclu que la cause probable suivante de l'accident est l'incapacité de l'équipage à surveiller adéquatement l'altitude et à reconnaître le passage de l'appareil sous la hauteur de décision standard, lors d'une approche ILS non stabilisée, effectuée dans des conditions météorologiques se dégradant rapidement. 
La nature non stabilisée de l'approche est initialement due au fait que l'avion a passé le radiophare extérieur de l'aéroport à une altitude supérieure à celle requise pour la pente de descente, avec une vitesse excessive pour cette phase du vol, et aggravée par la suite par la préoccupation de l'équipage envers les informations erronées émanant du directeur de vol. 
Le mauvais positionnement du vol pour l'approche est en partie le résultat des instructions non standards transmises par le contrôle aérien.